# Golddiskontbank

Vorzugsaktie über 1000 RM der Deutschen Golddiskontbank vom 24. August 1939

Die Golddiskontbank (auch Deutsche Golddiskontbank, oder abgekürzt Dego) war eine 1924 gegründete teilstaatliche Spezialbank, die die deutsche Exportindustrie durch Finanzierung von Rohstoffimporten fördern sollte. Sie wurde ab 1945 liquidiert.

## Die Errichtung der Deutschen Golddiskontbank
Mit Hilfe der neu zu gründenden Goldnotenbank, so der erste Name der späteren Deutschen Golddiskontbank, sollten nach dem Plan des damaligen Reichsbankpräsidenten Hjalmar Schacht durch Ausgabe von Aktien an vor allem ausländische Banken Devisen nach Deutschland gelangen. Die Golddiskontbank erhielt bei ihrer Unternehmensgründung zudem das Recht zur Notenausgabe, von dem sie aber nie Gebrauch gemacht hat. Sie sah sich nicht als Währungsbank, sondern als eine Diskont- und Kreditbank. Die primären Aufgaben und Ziele der Golddiskontbank waren bei ihrer Errichtung am 19. März 1924:
- Die deutsche Wirtschaft wieder in Schwung zu bringen, Kredite zu vergeben, um vor allem den Exporthandel zu unterstützen und die benötigten Rohstoffe oder andere Waren zu kaufen, ohne dafür mit Reichsmark oder Rentenmark bezahlen zu müssen;
- dem Reich die nötigen Geldmittel zu erwirtschaften, um die anfallenden Reparationsleistungen zu bezahlen und
- die Stabilität der Währung zu sichern.

Im Vorfeld gab es vielfältige Diskussionen hinsichtlich einer vollständigen Leistung der Reparationen. Es gab Befürchtungen, dass die Goldnotenbank nur mehr eine Reparationsbank sein würde. Die Absicht, sich mit Gold und Devisen aus dem Ausland zu versorgen, weckte unter anderem die Befürchtung, sich vom Ausland abhängig zu machen und ihm somit große Mitspracherechte in Finanz- und Wirtschaftsbelangen einzuräumen; es wurde als vorteilhafter und nachhaltiger angesehen, wenn sich die deutsche Wirtschaft aus eigener Kraft erholen würde.
Das Hauptaufgabengebiet lag bei der Gewährung von Krediten an deutsche Exporteure. Die Kredite wurden diesen zu Zinssätzen zur Verfügung gestellt, die weit unter den üblichen Sätzen lagen. Die dazu nötigen Mittel beschaffte sich die Golddiskontbank durch den Abschluss von Rediskontabkommen im Ausland, sofern sie nicht dem eigenen Grundkapital entnommen wurden.

## Aufbau und Entwicklung der Golddiskontbank
Die Einlagen für das Grundkapital der Golddiskontbank erfolgten in Pfund Sterling mit der Begründung, dass das Pfund eine starke und in der Bankenwelt angesehene Währung darstellte und letztlich die deutsche Wirtschaft vom englischen Finanzmarkt abhängig sei. Außerdem sollte auf diese Weise der Anreiz für ausländische Banken erhöht werden und somit eine Beteiligung attraktiver erscheinen.
Das Grundkapital der Golddiskontbank betrug 10 Millionen Pfund (was 200 Millionen Goldmark entsprach). Die Aktien wurden zu je 10 Pfund Sterling begeben und waren aufgeteilt in zwei Gruppen, A und B. Die Gruppe A bezahlte die eine Hälfte in Höhe von 5 Millionen Pfund Sterling. Dieser Teil wurde komplett von der Reichsbank übernommen und eingezahlt. Die 5 Millionen Pfund Sterling, die die Aktien der Gruppe B umfassten, wurden von einem Bankenkonsortium aufgekauft, das sich ausschließlich aus deutschen Banken zusammensetzte. Dieses Konsortium gab die Aktien im In- und Ausland zur öffentlichen Zeichnung frei. Damit die Majorität des Stimmenverhältnisses nicht verloren ging, hatte die Reichsbank auch vom Aktienpaket B einen Teil erworben. Um jene 5 Millionen Pfund Sterling aufbringen zu können, hatte die Reichsbank einen langfristigen Kredit bei der Bank of England aufgenommen.
Theoretisch hatte die Bank ferner das Recht zur Ausgabe von Banknoten über einen Gesamtbetrag von 5 Millionen Pfund (100 Millionen Goldmark), ein Recht, von dem die Bank aber nie Gebrauch machte. Das Notenausgaberecht konnte durch die Reichsbank entzogen werden, sollte aber spätestens am 31. Dezember 1934 erlöschen. In der Tat wurde bereits wenige Monate nach Gründung der Bank mit Inkrafttreten des Reichsbankgesetzes vom 30. August 1924 das Recht der Notenausgabe aufgehoben. Die Golddiskontbank war von jeglichen Reichs-, Landes- und Gemeindesteuern befreit. Sie erhob den Anspruch der Unabhängigkeit von politischer Einflussnahme, und ihre Geschäfte sollten einer strikten Trennung von den öffentlichen Finanzen unterworfen sein. Es durften keine Kredite an das Reich, die Länder oder die Gemeinden vergeben werden. Nach Bemühungen von Reichsbankpräsident Schacht wurden die Geschäfte der Golddiskontbank allerdings erweitert, so dass sie ab dem Frühjahr 1927 schließlich zur Verwaltung öffentlicher Gelder hinzugezogen wurde.
Die Organe der Golddiskontbank bestanden aus Vorstand, Aufsichtsrat, Beirat und Generalversammlung. Die Reichsbank stellte ihre Organisation und Verwaltung zur Verfügung. Die rechtlichen Vorgaben waren die gleichen wie für die anderen deutschen Notenbanken. Bei Gründung der Bank gab es die Befürchtung, dass ausländische Banken Vertreter in Aufsichtsrat oder Verwaltung der Bank entsenden würden und so indirekt bzw. direkt auf die deutsche Finanzpolitik Einfluss nehmen könnten. Obwohl dies am Anfang tatsächlich von den alliierten Mächten, die die Golddiskontbank nur als vorübergehende Lösung auf dem Weg zu einer Währungsbank sahen, vorgesehen war, kam es nicht dazu. Sämtliche Stellen und Posten in der Verwaltung wie auch im Aufsichtsrat wurden von Mitarbeitern der Reichsbank besetzt.
Die Golddiskontbank erhielt im Zuge der Währungsstabilisierung zusätzliche Aufgaben; sämtliche Anteile wurden von der Reichsbank erworben. Im Jahre 1926 etwa hatte die Golddiskontbank mittelfristige Pfandbriefe (3–5 Jahre) der Rentenbankkreditanstalt zu einem sehr niedrigen Zinssatz übernommen. Auch fehlte es speziellen Sektoren der Wirtschaft wie z. B. der Landwirtschaft an Möglichkeiten zur Aufnahme von langfristigem Kapital. Das Hauptbetätigungsfeld lag aber immer noch in der Kreditgewährung an deutsche Exporteure von Industrieprodukten. Die Mittel hierfür erwirtschaftete die Golddiskontbank durch den Abschluss von Rediskontabkommen. Seit Ende desselben Jahres begab die Golddiskontbank auch sogenannte Solawechsel, um den überfüllten kurzfristigen Geldmarkt zu entlasten. Per Gesetz vom 1. Dezember 1930 wurde die Golddiskontbank umgestaltet.
Die Bankenkrise vom Juli 1931 erzeugte eine erhöhte Kreditnachfrage. Durch unverhältnismäßig viele Kreditkündigungen aus dem Ausland entstand eine Vertrauenskrise in die inländische Finanzwelt, die zu einer Kreditnot führte, die wiederum eine erhöhte Nachfrage nach zinsgünstigen Krediten bei der Golddiskontbank zur Folge hatte. Im Geschäftsbericht des Jahres wird von einer „beispiellosen Krise“ gesprochen. Damit der Golddiskontbank für diese Aufgabe mehr Kapital zufließen konnte, wurden Aktien der Gruppe C begeben, die das Grundkapital um 200 Millionen Reichsmark erhöhten und die vollständig von der Reichsbank aufgekauft wurden. Dieses Geld wurde dazu verwendet, die in Schwierigkeiten geratenen Banken zu sanieren. Unter anderem wurden in diesem Jahr Bereitschaftskredite in Anspruch genommen, z. B. ein Kredit in Höhe von 50 Millionen Dollar bei der International Acceptance Bank (New York), der dann über die Golddiskontbank der Reichsbank zur Verfügung gestellt wurde. In diesem Krisenjahr wurde unter Mitwirkung der Golddiskontbank ein Stillhalteabkommen mit ausländischen Banken geschlossenen. Die Vertragspartner auf deutscher Seite waren die Reichsbank und ein Stillhalteausschuss der deutschen Wirtschaft. Das Abkommen gewährleistete den deutschen Banken ein Nichtabrufen (Stillhalten) von Krediten seitens ausländischer Banken. Die Golddiskontbank übernahm für einen Teil der Kredite die Garantien, die wiederum durch Garantien der deutschen Wirtschaft rückgedeckt wurden. Das Stillhalteabkommen wurde durch das Kreditabkommen 1932 ergänzt und bis 1954 jährlich erneuert.

## Die Tätigkeit der Golddiskontbank 1933–1945
Nach der Machtübernahme durch die Nationalsozialisten spielte die Golddiskontbank auch bei der Rüstungsfinanzierung eine Rolle. Die eigens zu diesem Zweck kreierten Mefo-Wechsel wurden nämlich nicht direkt am Geldmarkt untergebracht, sondern indirekt in Form von Block- und Solawechseln der Golddiskontbank platziert.
Die Devisenbestimmungen für jüdische Flüchtlinge schließlich eröffneten einen neuen Tätigkeitsbereich für die Bank. Juden, die die Absicht hatten auszuwandern, mussten ihre Wertpapiere direkt der Preußischen Staatsbank zur Verfügung stellen, sofern sie diese nicht bei ihrer Hausbank beließen, die ihrerseits die Wertpapiere in ein Sperrdepot zugunsten der Preußischen Staatsbank umlegte. Die Preußische Staatsbank fungierte in dieser Tätigkeit als Treuhänderin des Reichswirtschaftsministeriums, verkaufte die Wertpapiere und überwies den Erlös auf ein Konto bei der Golddiskontbank zugunsten des Reichswirtschaftsministeriums. Die Golddiskontbank, die auf Rechnung des Reichswirtschaftsministeriums arbeitete, verminderte den Gegenwert der Devisen um einen vom Reichswirtschaftsministerium vorgegebenen Abschlag. Das um diesen Betrag verminderte Guthaben wurde anschließend wieder der Hausbank des Auswanderers in Devisen zur Verfügung gestellt. Die Auswanderer verloren jegliche Rechte an den Wertpapieren, wenn diese einmal auf das Sonderdepot „Reichswirtschaftsministerium - Ausfuhrförderungsfonds - Kapitaltransfer“ bei der Preußischen Staatsbank überwiesen worden waren.
Die Golddiskontbank war ferner in Transaktionen involviert, die Barbeträge und Umzugsgut jüdischer Auswanderer betrafen. Wenn beispielsweise Barbeträge überwiesen werden sollten, hatte die Hausbank des jüdischen Auswanderers die Beträge an die Golddiskontbank zu überweisen, die diese dann einem Konto des Reichswirtschaftsministeriums gutschrieb. Die Golddiskontbank wiederum überwies dann den um einen beträchtlichen Abschlag verminderten Gegenwert in Devisen zurück.
Umzugsgut und sonstige Vermögensgegenstände durften nur mit Genehmigung der zuständigen Devisenstelle ins Ausland gebracht werden. Die Genehmigung wurde nur dann erteilt, wenn eine so genannte Dego-Abgabe an das Reichswirtschaftsministerium bezahlt wurde, das zu diesem Zweck ein Konto bei der Golddiskontbank unterhielt.
Während des Krieges begab die Golddiskontbank weiterhin Solawechsel, außerdem übernahm sie verstärkt Kurssicherungsgeschäfte. Dazu vergab die Golddiskontbank Kredite zur Sicherung von Forderungen, deren Einlösung durch den Krieg unsicher geworden waren.

## Liquidation
Die Deutsche Golddiskontbank war durch Gesetz vom 19. März 1924 als Tochter der Reichsbank in Form einer Aktiengesellschaft gegründet worden. 85 % des Grundkapitals von 600 Millionen RM hatten sich im Besitz der Reichsbank befunden, deren Grundkapital in Höhe von 150 Millionen RM wiederum von privaten, z. T. auch ausländischen Anteilseignern gehalten wurde. Beide Institute wurden 1945 stillgelegt und ihre Funktionen auf Nachfolgeinstitute übertragen oder gänzlich aufgehoben. Der Gesetzentwurf über die Liquidation der Deutschen Reichsbank und der Deutschen Golddiskontbank sah die Auflösung der Institute und Entschädigung der Anteilseigner nach dem durch die Währungsreform 1948 geschaffenen Umstellungsrecht vor.
Durch das Gesetz über die Liquidation der Deutschen Reichsbank und der Deutschen Golddiskontbank vom 2. August 1961 wurde die seit 1945 ruhende Dego mit Wirkung vom 1. Oktober 1961 aufgelöst und nach aktienrechtlichen Grundsätzen abgewickelt. Die abzufindenden privaten Aktionäre waren zumeist ausländische Dego-Anteilseigner, die über 1/7 der Aktien verfügten.
Liquidationsschluss war am 30. September 1969. Die Aktien gingen durch Ankauf in den Besitz der Bundesbank über; mit der Verwaltung der Konten der ehemaligen Golddiskontbank wurde die Oberfinanzdirektion Berlin betraut.

## Personen
- Rudolf Löb, Mitglied des Aufsichtsrats und Arbeitsausschusses des Aufsichtsrats ab 1924
- Georg von Simson, Mitglied des Aufsichtsrats und Arbeitsausschusses des Aufsichtsrats ab 1924
- Hermann Kißler, Mitglied des Aufsichtsrats ab 1924
- Hermann Junne, Vorstandsvorsitzender 1939 bis 1945